# Molly Cheek
Molly Cheek (Bronxville, Nueva York, 2 de marzo de 1950) es una actriz estadounidense. Cheek es reconocida por su papel de Nancy Bancroft en la comedia de televisión It's Garry Shandling's Show (1986–1990) y por su interpretación de Nancy Henderson en Harry and the Hendersons (1991–1993). También interpretó papeles protagónicos en series de televisión de corta duración e integró el elenco de reconocidas series como St. Elsewhere, Diagnosis Murder, Family Ties, Murder, She Wrote, Once and Again y Cold Case.
Cheek encarnó a la madre del personaje de Jim Levenstein (interpretado por Jason Biggs) en la franquicia de películas American Pie (American Pie en 1999, American Pie 2 en 2001 y American Wedding 2003). También ha aparecido en las películas Purple People Eater (1988), April's Shower (2003), A Lot like Love (2005), Good Time Max (2007) y Arrástrame al infierno (2009).

## Filmografía

### Cine
| Año  | Título                    | Rol               | Notas |
| ---- | ------------------------- | ----------------- | ----- |
| 1988 | Deadly Intruder           | Jessie            |       |
| 1988 | Purple People Eater       | Señora Orfus      |       |
| 1993 | Stepmonster               | Abby Dougherty    | Video |
| 1998 | Smoke Signals             | Penny Cicero      |       |
| 1999 | American Pie              | Señora Levenstein |       |
| 2001 | American Pie 2            | Señora Levenstein |       |
| 2003 | American Wedding          | Señora Levenstein |       |
| 2003 | April's Shower            | Franny            |       |
| 2005 | A Lot like Love           | Christine         |       |
| 2007 | Good Time Max             | Carol             |       |
| 2007 | Cougar Club               | Señora Holmes     |       |
| 2009 | Arrástrame al infierno    | Trudy Dalton      |       |
| 2009 | Where Do the Balloons Go? | Mary              | Corto |
| 2009 | Sick Chick                | Jen               | Corto |
| 2011 | Low Fidelity              | Lynn              |       |
| 2012 | American Reunion          | Señora Levenstein |       |